# Distrito de Hlohovec
El distrito de Hlohovec (en eslovaco, Okres Hlohovec) es una unidad administrativa (okres) de Eslovaquia situada en la región de Trnava. Tiene una población estimada, a inicios de 2022, de 43 769 habitantes.
Su capital es la ciudad de Hlohovec.

## Demografía
| Año        | 1994   | 2004    | 2014    | 2024    |
| ---------- | ------ | ------- | ------- | ------- |
| Población  | 45 494 | 45 282  | 45 723  | 42 762  |
| Diferencia |        | −0,46 % | +0,97 % | −6,47 % |

| Año        | 2023   | 2024    |
| ---------- | ------ | ------- |
| Población  | 43 197 | 42 762  |
| Diferencia |        | −1,00 % |

## Ciudades (población año 2017)
- Hlohovec (capital) 21 715
- Leopoldov 4161

## Municipios
- Bojničky 1421
- Červeník 1655
- Dolné Otrokovce 384
- Dolné Trhovište 651
- Dolné Zelenice 592
- Dvorníky 2015
- Horné Otrokovce 866
- Horné Trhovište 597
- Horné Zelenice 692
- Jalšové 493
- Kľačany 1088
- Koplotovce 760
- Madunice 2218
- Merašice 442
- Pastuchov 975
- Ratkovce 331
- Sasinkovo 859
- Siladice 662
- Tekolďany 132
- Tepličky 309
- Trakovice 1556
- Žlkovce 655